# سيباستيان برولكس
سيباستيان برولكس هو محامي وسياسي كندي، ولد في 28 مارس 1975 في مونتريال في كندا. نشط حزبياً في Action démocratique du Québec ‏. وقد انتخب عضو الجمعية الوطنية في كيبك ‏ عن دائرة Jean-Talon ‏ خلال فترته النيابية ‏.